# Cody Hida
Cody Hida (火田 伊織?, Hida Iori) è un personaggio immaginario della seconda stagione dell'anime dedicato all'universo di Digimon, Digimon Adventure 02.
Il suo Digimon partner è Armadillomon. Nonostante sia il più giovane dei Digiprescelti, è tuttavia il più serio. Molta della sua maturità e della sua serietà gli è stata insegnata da suo nonno, Chikara Hida, che è anche l'insegnante di kendō di Cody.
È doppiato in giapponese da Megumi Urawa in quasi tutti i media e da Yoshitaka Yamaya in Digimon Adventure: Last Evolution Kizuna e in italiano da Alessia La Monica in Adventure 02 e da Lorenzo Crisci in Digimon Adventure: Last Evolution Kizuna .

## Digimon Adventure
Nell'agosto 1999, Cody si trova all'interno di un aeroplano che viene attaccato da un Kuwagamon e salvato da Kabuterimon e Garudamon. Conseguentemente, Cody diviene un Digiprescelto.

## Digimon Adventure 02 - Saga dell'Imperatore Digimon
Cody ottiene il suo Digivice D-3, Armadillomon ed il Digiuovo della Conoscenza nella prima settimana del suo terzo anno di scuola elementare. Successivamente, Cody inizia ad avere paura di stare deludendo la squadra, ma suo nonno lo convince che tutto ciò che deve fare è impegnarsi al massimo; finché lo farà, non potrà mai deludere qualcuno. Quando Cody e gli altri Digiprescelti vengono intrappolati in una piattaforma petrolifera di terra da un MegaSeadramon costretto al volere di una Spirale del Male, Cody è il prescelto per andare a chiedere aiuto a Joe ed Ikkakumon, ma è costretto a dire una bugia a suo nonno ed un'altra per far uscire Joe da scuola. Giunti al salvataggio anche grazie a Whamon, i due devono prendere il Digiuovo dell'Affidabilità trovato dagli altri ragazzi. Cody si rifiuta, in quanto non si ritiene affidabile poiché ha dovuto dire due bugie. Joe spiega al ragazzo che esistono anche bugie a fin di bene e che in certi casi salvano la vita. È il caso della bugia di Cody, che ha salvato ben nove vite: quelle dei suoi compagni di squadra. Cody si convince a prendere il Digiuovo e ne attiva il potere, permettendo ad Armadillomon di armordigievolvere Submarimon e di aiutarlo a sconfiggere MegaSeadramon.

### Hurricane Touchdown/Supreme Evolution! The Golden Digimentals
Dopo aver ricevuto un messaggio di pericolo da Kari, Cody parte per gli Stati Uniti con Davis e Yolei per aiutare la ragazza e TK. Ma sulla strada i tre incontrano Willis, un Digiprescelto del Colorado, il cui corrotto Digimon partner Kokomon è causa di molti problemi.

## Digimon Adventure 02 - Saga di Myotismon
Anche dopo che Ken inizia a rimediare agli errori commessi in passato, Cody non può ancora perdonarlo, cosa che mette l'intera squadra in pericolo quando compare BlackWarGreymon. Dopo l'entrata in scena di Paildramon e Silphymon, Cody constata che lui e TK dovranno attivare la DNAdigievoluzione tra i loro Digimon. TK inizia a comportarsi stranamente in modo violento ed astioso nei confronti di BlackWarGreymon; Cody ne capisce la ragione dopo aver parlato con Matt e decide di fare il possibile affinché Ankylomon e Angemon DNAdigievolvano. Nel mese di dicembre Cody finalmente perdona Ken, accettando il suo invito ad una festa di Natale. Il giorno di Natale, Cody, Joe ed i loro Digimon si recano in Australia per aiutare i Digiprescelti delle isole del Pacifico a radunare i Digimon selvaggi apparsi sulla Terra per colpa di Arakenimon che apre tutti i Digivarchi del pianeta. Quando torna in Giappone, Cody affronta un importante momento della verità la notte successiva, quando MarineDevimon sta per distruggere un ospedale e lui e TK aiutano una ragazza disabile a salvarsi. L'unica opzione di Shakkoumon è distruggere MarineDevimon, cosa che sciocca e fa infuriare Cody, che però deve accettare l'esito dello scontro.
Cody quindi incontra Yukio Oikawa e viene a sapere della connessione comune con suo padre Hiroki. Nella Dimensione da Sogno, Cody è soggetto alle illusioni di MaloMyotismon. Il desiderio di Cody è di essere ancora con suo padre e di mostrargli Digiworld, che da ragazzo suo padre aveva tanto voluto vedere. Armadillomon spiega che ciò che vede non è reale, facendo capire a Cody che non può più far vedere Digiworld a suo padre, ma può sempre mostrarlo a sua madre. Cody usa il potere della Dimensione da Sogno contro MaloMyotismon, realizzando il suo desiderio di giustizia, facendo comparire Ankylomon, Digmon, Submarimon e Shakkoumon contemporaneamente. Dopo la distruzione finale di MaloMyotismon, Cody torna nella Dimensione da Sogno per aiutare Oikawa, senza forze, portandolo al confine con il portale per Digiworld. Tuttavia, Oikawa, vicino alla morte, usa la Dimensione da Sogno per realizzare un suo desiderio. Con esso, il corpo di Oikawa si decompone e si trasforma in particelle digitali, sotto forma di uno stormo di farfalle, che si sparpagliano su Digiworld, riportando pace e bellezza in esso.
Nell'anno 2028, Cody ha 35 anni diventa un importante avvocato difensore. È sposato, benché sua moglie non venga mai menzionata, ed ha una figlia il cui Digimon partner è un Upamon.

### Diaboromon Strikes Back!
Tre anni dopo gli eventi di "Our War Game!", il malvagio Diaboromon riprende il suo regno del terrore su Internet. Cody sta tenendo un allenamento di kendo quando viene chiamato da Izzy ed informato della situazione: i Kuramon stanno emergendo nel mondo reale tramite televisioni ed e-mail. Così, quando Tai, Matt ed i loro Digimon si recano nel cyberspazio per combattere nuovamente Diaboromon, gli altri si impegnano a rintracciare i Kuramon. Cody e TK ne trovano uno su una palla da calcio e lo catturano, così che Izzy possa esaminarlo. Cody è costretto ad assistere alla battaglia seguente contro Armageddemon, generatosi dalla fusione tra tutti i Kuramon emersi nel mondo reale, finché Imperialdramon Paladin Mode non distrugge il mostro. Tuttavia, l'aiuto di Cody è prezioso perché, al termine della battaglia, è la sua intuizione di usare i Digivice ed i cellulari di tutti coloro che hanno assistito allo scontro che permette di catturare i Kuramon nei quali Armageddemon si era nuovamente diviso dopo la sconfitta. I Kuramon vengono rimandati in blocco a Izzy, che li elimina tutti.

### Michi e no Armor Shinka
Quando Pukumon fa la sua entrata in scena con un Obelisco di Controllo, Joe si scontra con i nuovi Digiprescelti, facendo cadere ed inevitabilmente mischiano i loro D-Terminal. Cody finisce per avere quello di Yolei, permettendo ad Armadillomon di armordigievolvere Pteramon grazie al Digiuovo dell'Amore.

### Digimon Adventure 02 Original Story 2003nen -Haru-
Nella traccia di Cody di questo drama audio, "Una visita alla tomba", Cody porta Armadillomon a visitare la tomba di suo padre. I due parlano dei sacrifici fatti da Oikawa e dagli altri. Cody quindi fa una promessa di provare a cominciare a capire perché il male si impossessa di certe persone e di provare a fare il possibile per evitare che ciò accada in futuro.

## Digimon Adventure V-Tamer 01
Durante una delle battaglie combattute da bambino, Cody e gli altri nuovi Digiprescelti incontrano Parallelmon, che assorbe lui, Kari, Yolei e TK e spedisce inavvertitamente Davis nel mondo di V-Tamer 01. Una volta lì, Davis incontra Taichi Yagami e Zeromaru, mentre Cody e gli altri cercano di aiutare Davis dall'interno del mostro, ricreando il Digiuovo dei Miracoli. Con il mostro distrutto, Davis ed i suoi amici ritornano alla loro continuity.

## Accoglienza
Justin Carter di Twinfinite ha classificato Cody come il decimo miglior Digiprescelto.
Secondo un sondaggio condotto da Manga Entertainment, Cody è risultato il decimo personaggio preferito dagli utenti, posizione condivisa con Yolei.